# Greg Perkins
Greg Perkins (...) è un ex tennista australiano.

## Carriera
Nei tornei del Grande Slam ha ottenuto il suo miglior risultato raggiungendo i quarti di finale di doppio agli Australian Open nel 1972, in coppia con il connazionale Bob Giltinan.